# Jorge Dominichi
Jorge Eduardo Dominichi Mejías-Lama (Buenos Aires, Argentina, 31 de marzo de 1947-Ibid., 25 de abril de 1998) fue un futbolista argentino. Jugaba de defensor y su primer club fue River Plate.

## Carrera
Comenzó su carrera en 1967 jugando para River Plate. Jugó para el club hasta 1973. En ese año se fue a España para jugar en el Córdoba CF, en donde estuvo hasta 1975. En ese año se pasó a las filas del Elche CF, jugando allí hasta 1977. En 1978, tras su estadía en España, regresó a la Argentina, en donde formó parte del plantel de Gimnasia de La Plata, en donde colgó sus botas.

## Selección nacional
Ha sido internacional con la Selección de fútbol de Argentina entre 1967 y 1973, incluyendo la sub-20.

## Fallecimiento
Falleció el 25 de abril de 1998 en Buenos Aires a causa de un infarto.

## Clubes
| Club                 | País      | Año       |
| -------------------- | --------- | --------- |
| River Plate          | Argentina | 1967-1973 |
| Córdoba CF           | España    | 1973-1975 |
| Elche CF             | España    | 1975-1977 |
| Gimnasia de La Plata | Argentina | 1978      |

| Predecesor: José Varacka | Entrenadores del Club Atlético River Plate 1983 | Sucesor: Luis Cubilla |